# Křeček v noční košili
Křeček v noční košili je šestidílný československý sci-fi televizní seriál z roku 1987.
Premiérově byl odvysílán o vánočních prázdninách 1988.

## Děj
Hlavním hrdinou je mladý Kája Berka, který při návštěvě u dědečka a babičky v městečku Ružbachu přespí v zapůjčené noční košili po svém pradědečkovi – a díky ní se ve snu přenese do doby, kdy pradědeček vyučoval na místní škole a svými geniálním vynálezy šokoval okolí. Při pokusu přenést jeho vynálezy do moderní doby si však tyto vynálezy přivlastní inženýr Křeček (mimo jiné proto, že právě s Kájovým otcem soupeřil o místo šéfkonstruktéra automobilky). Křečkovic rodina se hřeje na výsluní přízně médií, zatímco Berkovi jsou ostouzeni – a tak se Kája se svým kamarádem Alešem Chvojkou pomocí jiného pradědečkova vynálezu dostanou zloději do hlavy a začnou jej ovlivňovat a ovládat ve snaze zjednat spravedlnost.

## Obsazení
| Ondřej Regazzo        | žák Kája Berka                                    |
| Jiří Racek            | žák Aleš Chvojka                                  |
| Marek Brodský         | konstruktér Radim Berka, Kájův starší bratr       |
| Jiří Zahajský         | inženýr Berka, Kájův a Radimův otec               |
| Božidara Turzonovová  | Magda Berková, Kájova a Radimova matka            |
| Miroslav Vladyka      | pradědeček Berka, vynálezce profesor lycea        |
| Marie Rosůlková       | prababička Berková                                |
| Jarmila Smejkalová    | babička Berková                                   |
| Jiří Sovák            | dědeček Berka                                     |
| Július Satinský       | inženýr Karel Křeček                              |
| Jana Švandová         | paní Křečková                                     |
| Monika Effenbergerová | Alice Křečková, jejich dcera a Radimova láska     |
| Martin Mejzlík        | Tomáš Křeček, Radimův sok v konstrukční kanceláři |
| Ondřej Vetchý         | soustružník Michal, Radimův kamarád               |
| Zdena Hadrbolcová     | paní Chvojková, Alešova matka                     |
| Luděk Kopřiva         | ředitel lycea                                     |
| Karel Effa            | školník lycea                                     |
| Václav Sloup          | údržbář Zedral                                    |
| Alena Procházková     | Kájova a Alešova učitelka                         |
| Jaroslava Schallerová | Klára                                             |

## Seznam dílů
1. Ukradený vynález
2. Sehnat noční košili
3. Velká akce začíná
4. V pasti
5. Zloděj v noční košili
6. Vlaštovko, leť!